# Sphecodes paraplesius
Sphecodes paraplesius is een vliesvleugelig insect uit de familie Halictidae. De wetenschappelijke naam van de soort is voor het eerst geldig gepubliceerd in 1911 door Lovell.